# Роні Гудд
Роні Гудд (фін. Roni Hudd, нар. 20 січня 2005, Вааса, Фінляндія) — фінський футболіст, атакувальний півзахисник столичного клубу ГІК.

## Ігрова кар'єра

### Клубна
Роні Гудд є вихованцем клубної академії «Ваасан Паллосеура» зі свого  рідного міста Вааса. У 2020 році Роні підвищили до тренувань разом з першою командою, коли клуб ВПС грав у другому дивізіоні. Також у 2020 році Гудд почав свої виступи за другу команду ВПС у четвертому дивізіоні. По завершенні сезону футболіст підписав з клубом професійний контракт.
18 червня 2022 року Гудд дебютував у вищому дивізіоні чемпіонату Фінляндії і в першому ж матчі відзначився забитим голом. У квітні 2023 року півзахисник продовжив контракт з клубом до кінця 2024 року. Тоді ж за результатами сезону він став бронзовим призером чемпіонату країни. На передсезонних зборах 2024 року Гудд зазнав травми, через що змушений був пропустити половину сезону.
У серпні 2024 року Гудд перейшов до столичного ГІКа, з яким підписав контракт до кінця 2026 року.

### Збірна
З 2021 року Роні Гудд регулярно виступає за юнацькі збірні Фінляндії різних вікових категорій. 7 вересня 2023 року у матчі проти Ісландії Гудд дебютував у складі молодіжної збірної Фінляндії.

## Титули
Ваасан Паллосеура
- Переможець Юккенен: 2021

 Бронзовий призер чемпіонату Фінляндії: 2023
1. ↑  https://www.iltalehti.fi/veikkausliiga/a/5dee260c-28bc-45d3-a22f-512f754ede09
2. ↑  https://www.veikkausliiga.com/uutiset/2023/04/25/oma-kasvatti-jatkoi-sopimustaan-roni-hudd-vpsssa-ainakin-kauden-2024-loppuun-asti
3. ↑  https://www.hs.fi/urheilu/art-2000010656280.html
4. ↑  https://www.vpsjuniorit.fi/joukkueet/8057/uutiset/124531/roni-hudd-u17-maajoukkueen-mukana-em-karsintaturnaukseen
5. ↑  https://www.palloliitto.fi/ajankohtaista/u18-pojat-nimetty-kesakuun-baltic-cupiin
6. ↑  https://ilkkapohjalainen.fi/urheilu/vpsn-roni-hudd-valittiin-nuorten-maajoukkueeseen-hän-pelaa-vahvaa-läpimurtokautta